# Alachevtsé
Alachevtsé ou Alaševce (en macédonien Алашевце, en albanais Allasheci) est un village du nord de la Macédoine du Nord, situé dans la municipalité de Lipkovo. Le village comptait 126 habitants en 2002. Il est majoritairement albanais.

## Démographie
Lors du recensement de 2002, le village comptait :
- Albanais : 119
- Autres : 7